# Daisy Tourné

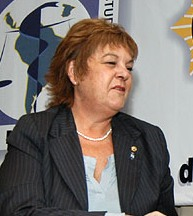
Daisy Tourné (2007)

Daisy Tourné Valdez (* 17. März 1951 in Montevideo; † 19. November 2022) war eine uruguayische Politikerin.
Die Lehrerin war die Nichte des ehemaligen Senators Uruguay Tourné. Sie gehörte der Partido Socialista del Uruguay an und war ab dem 5. Juni 2009 als Abgeordnete für die  Frente Amplio in der Cámara de Representantes, nachdem sie dieser bereits in vorhergehenden Legislaturperioden im Zeitraum vom 5. Februar 1995 bis zum 8. März 2007 angehört hatte. Vom 8. März 2007 bis 5. Juni 2009 war sie Innenministerin von Uruguay.
Sie starb am 19. November 2022 im Alter von 71 Jahren an den Folgen einer Krebserkrankung.